# Atractia marginata
Atractia marginata är en tvåvingeart som beskrevs av Osten Sacken 1887. Atractia marginata ingår i släktet Atractia och familjen rovflugor. Inga underarter finns listade i Catalogue of Life.